# Casey (Iowa)
Casey ist eine Kleinstadt (mit dem Status „City“) im Guthrie County und im Adair County im US-amerikanischen Bundesstaat Iowa. Das U.S. Census Bureau hat bei der Volkszählung 2020 eine Einwohnerzahl von 387 ermittelt.

## Geografie
Casey liegt im mittleren Südwesten Iowas am South Fork Middle River, der über den Middle River und den Des Moines River zum Stromgebiet des Mississippi gehört. Der die Grenze zu Nebraska bildende Missouri River fließt rund 120 km westlich. Die Grenze zum südlich benachbarten Bundesstaat Missouri ist rund 110 km von Casey entfernt.
Die geografischen Koordinaten von Casey sind 41°30′18″ nördlicher Breite und 94°31′10″ westlicher Länge. Das Stadtgebiet erstreckt sich über eine Fläche von 1,92 km² und ist zu drei Vierteln Bestandteil der Thompson Township des Guthrie County sowie zu einem Viertel der Walnut Township des Adair County.
Nachbarorte von Casey sind Guthrie Center (21,2 km nördlich), Menlo (10,3 km östlich) und Adair (12 km westlich).
Die nächstgelegenen Großstädte sind Iowas Hauptstadt Des Moines (81 km östlich), Kansas City in Missouri (305 km südlich) und Nebraskas größte Stadt Omaha (144 km westsüdwestlich).

## Verkehr
Der Interstate Highway 80, der die kürzeste Verbindung von Omaha nach Des Moines bildet, verläuft in West-Ost-Richtung durch entlang der südlichen Stadtgrenze von Casey. Alle weiteren Straßen sind untergeordnete Landstraßen, teils unbefestigte Fahrwege sowie innerörtliche Verbindungsstraßen.
In West-Ost-Richtung verläuft eine Eisenbahnlinie für den Frachtverkehr durch das Stadtgebiet von Casey.
Der nächste Flughafen ist der Des Moines International Airport (87 km östlich).

## Bevölkerung
Nach der Volkszählung im Jahr 2010 lebten in Casey 426 Menschen in 174 Haushalten. Die Bevölkerungsdichte betrug 221,9 Einwohner pro Quadratkilometer. In den 174 Haushalten lebten statistisch je 2,45 Personen.
Ethnisch betrachtet setzte sich die Bevölkerung zusammen aus 96,7 Prozent Weißen sowie 2,1 Prozent Asiaten; 1,2 Prozent stammten von zwei oder mehr Ethnien ab. Unabhängig von der ethnischen Zugehörigkeit waren 1,4 Prozent der Bevölkerung spanischer oder lateinamerikanischer Abstammung.
26,1 Prozent der Bevölkerung waren unter 18 Jahre alt, 54,7 Prozent waren zwischen 18 und 64 und 19,2 Prozent waren 65 Jahre oder älter. 50,5 Prozent der Bevölkerung waren weiblich.

Das mittlere jährliche Einkommen eines Haushalts lag bei 43.906 USD. Das Pro-Kopf-Einkommen betrug 18.898 USD. 8,1 Prozent der Einwohner lebten unterhalb der Armutsgrenze.